# Ammonia tepida
Ammonia tepida és una espècie de foraminífer bentònic omnívor. Com altres foraminífers que viuen en els sediments utilitzen els seus pseudòpodes per a recollir els sediments que contenen algues, detritus orgànics i bacteris.
En el cas d’Ammonia tepida, s'ha estudiat i quantificat la captura de bacteris. En condicions mitjanes, A. tepida recull 78 pgC ind-1 h-1 durant les primeres 8 hores d’incubació i després aquesta taxa disminueix. La captura de bacteris és òptima a 30 °C, disminueix amb la salinitat i no està afectada per la llum ni per l'abundància d’algues, malgrat que Ammonia sembla que depèn principalment de les algues.